# モルデカイ・ロシュワルト
モルデカイ・ロシュワルト（Mordecai Marceli Roshwald、1921年5月26日 - 2015年3月19日）は、アメリカの研究者、作家。

## 略歴
当時のポーランド領ガリツィア地域のドロホブィチで生まれ、のちにイスラエルへ移住した。
彼の最も有名な作品である小説『レベル・セブン』(1959)はポスト黙示録的なSF小説である。その他の作品に『世界の小さな終末』(1962)や『夢と悪夢:神話とフィクションにおける科学技術』(2008)がある。
ロシュワルトは「ミネソタ大学の人文科学の名誉教授であり、世界的な多くの大学の客員教授」である。
晩年はアメリカ合衆国のメリーランド州シルバースプリングに住んでいた。 

## 日本語訳された著書
- 『レベル・セブン : 第七地下壕』（小野寺健訳、弥生書房） 1960、のち改題『レベル・セブン』（小野寺健訳、サンリオ、サンリオSF文庫） 1978
- 『世界の小さな終末』（志摩隆訳、早川書房、ハヤカワ・ノヴェルズ） 1964、のちハヤカワNV文庫 197